# Kilkis
Kilkis (în limba greacă:Κιλκίς) este un oraș din nordul Greciei, în Macedonia Centrală, nu departe de frontiera bulgară, într-o regiune populată de Greci dar și de Pomaci (care îl denumesc Кукуш : Kukuș) și de Aromâni (care îl denumesc Culcuș). 

## Etimologie
Denumirea poate proveni, conform ligviștilor greci, de la Καλλικώς (Kallikos, devenit Callicum la Romani) care ar putea fi o deformare a numelui Γαλλικώς (Gallikos, Gallicum), moștenire a trecerii Galaților pe aici, în drum spre Anatolia. Tot lingviștii greci au sugerat de asemenea Καλλί « bună » (glie) sau Γάλλος « cocoș ». Lingviști aromâni precum Tache Papahagi propun cuvântul latin collocus « covor, plapumă », iar cei turci Kılkıș « lână fină », care este până azi numele turcesc al orașului.

## Istorie

### Istorie veche
Orășelul a fost cetatea Crestonilor, un trib trac din sec. VII î.e.n., treptat elenizat în cadrul Regatului macedonean și ulterior romanizat începând cu anul 168 î.e.n. După mai bine de cinci veacuri de stăpânire romană, în anul 395 e.n., Vizigoții distrug Kilkís, dar Imperiul Roman de Răsărit ridică în locul său o fortificație a prefecturii pretoriene (ὑπαρχία τῶν πραιτωρίων) a Traciei (Ἐπαρχότης Θρακήας). În calea cotropirilor slave din sec. VI, orașul devine o localitate militară bizantină în secolele următoare, făcând parte din fema (θέμα) Sãrunii.
În anul 1204 Kilkís este cucerit de cruciații apuseni care îl oferă prințului italian Bonifațiu I de Montferrat⁠(en)[traduceți], orașul intrând astfel în Regatul Salonicului. În 1186 începe răscoala Vlahilor din Balcani ca urmare a căreia, localitatea va aparține Țaratului Vlaho-Bulgar timp de aproximativ un veac, pentru a reveni mai apoi Imperiului Bizantin reunificat.
În 1389 Kilkís este cucerită de Imperiul Otoman și va rămâne în cadrul acestuia până în 1912.

### Istorie modernă
În decursul celui de-al doilea război balcanic, are loc aici bătălia de la Kilkis-Lahanas între Grecia și Bulgaria, orașul fiind ars, iar populația bulgară fugind în Bulgaria. Prin Tratatul de pace de la Neuilly sur Seine, Kilkís este atribuit Greciei: la rândul lor, musulmanii din oraș, turci sau pomaci, încep să plece spre Turcia, în timp ce Greci veniți de pe malurile mării Negre, din România, Bulgaria sau Turcia, se mută aici, iar orașul crește rapid, mai ales în jurul gării de pe linia Salonic-Istanbul.
În al Doilea Război mondial, Kilkís este ocupată (dar nu anexată) de Bulgari și de Germani: aceștia nimicesc populația evreiască precum și numeroase familii de Greci bănuiți că ajută sau fac parte din Rezistența greacă. După războiul mondial, bântuie până aici Războiul civil grec între comuniști și monarhiști (câștigat de aceștia din urmă).
După aceste violențe și distrugeri, orașul se repopulează, se reconstruiește și se industrializează în anii 1950 et 1960, fiind astăzi o zonă economică importantă din aria Salonicului.
Se află la o altitudine de 280 m deasupra nivelului mării. Populația este de 23.182 locuitori, determinată în 2021, prin resident population of Greece[*].

## Administrație
Kilkís este sediul prefecturii omonime și formează o municipalitate care cuprinde comunele următoare:
- Arghirúpoli (Αργυρούπολη) [2001, pop: 591]
- Colhida [2001, pop: 371]
- Kilkís-târg [2011, pop: 22914]
- Metallicó (Μεταλλικό), [2001, pop: 371]
- Sevastó (Σεβαστό) [2001, pop: 150]
- Xeróvrisi (Ξηρόβρυση)
- Zaharáto (Ζαχαράτο) [2001, pop: 101].